# Skatteøens hemmelighed
|  | Denne artikel er oprettet af botten PalnaBot ud fra en ekstern database. Den kan derfor have sproglige fejl eller mangler. Denne skabelon kan fjernes efter kontrol af indholdet. |

Skatteøens hemmelighed er en turistfilm fra 1953 instrueret af Johan Jacobsen efter manuskript af Hagen Hasselbalch.

## Handling
En filmspøg om en ekspedition, der forsvinder under udforskningen af en hemmelighedsfuld og tiltrækkende skatteø. Man følger de enkelte forskeres skæbne og forstår, hvorfor de måtte blive på den danske eventyrø, Fyn. Filmen fortæller historien om en ekspedition til Fyn, og fungerer som en turistreklame.